# Formica tenuissima
Formica tenuissima é uma espécie de formiga do gênero Formica, pertencente à subfamília Formicinae.